# Andrzej Szlęzak (prawnik)
Andrzej Stanisław Szlęzak – polski prawnik, radca prawny, doktor habilitowany nauk prawnych, profesor nadzwyczajny SWPS Uniwersytetu Humanistycznospołecznego, specjalista w zakresie prawa cywilnego.

## Życiorys
W 1978 ukończył studia filologiczne na Uniwersytecie im. Adama Mickiewicza w Poznaniu, zaś w 1979 studia prawnicze na Wydziale Prawa i Administracji Uniwersytetu im. Adama Mickiewicza w Poznaniu. Na tym samym wydziale w 1984 uzyskał stopień naukowy doktora nauk prawnych. Tam też w 1993 na podstawie dorobku naukowego oraz rozprawy pt. Stosunki majątkowe między konkubentami. Zagadnienia wybrane uzyskał stopień doktora habilitowanego nauk prawnych w zakresie prawa. Był nauczycielem akademickim na rodzimej uczelni. Został profesorem nadzwyczajnym na Wydziale Prawa Uniwersytetu SWPS w Warszawie.
W 1992 został radcą prawnym.